# ROMBAC 1-11
ROMBAC 1-11 è il primo aereo trasporto passeggeri costruito in Romania dalla Întreprinderea de Avioane București su licenza, derivato dal BAC One-Eleven.

## Storia

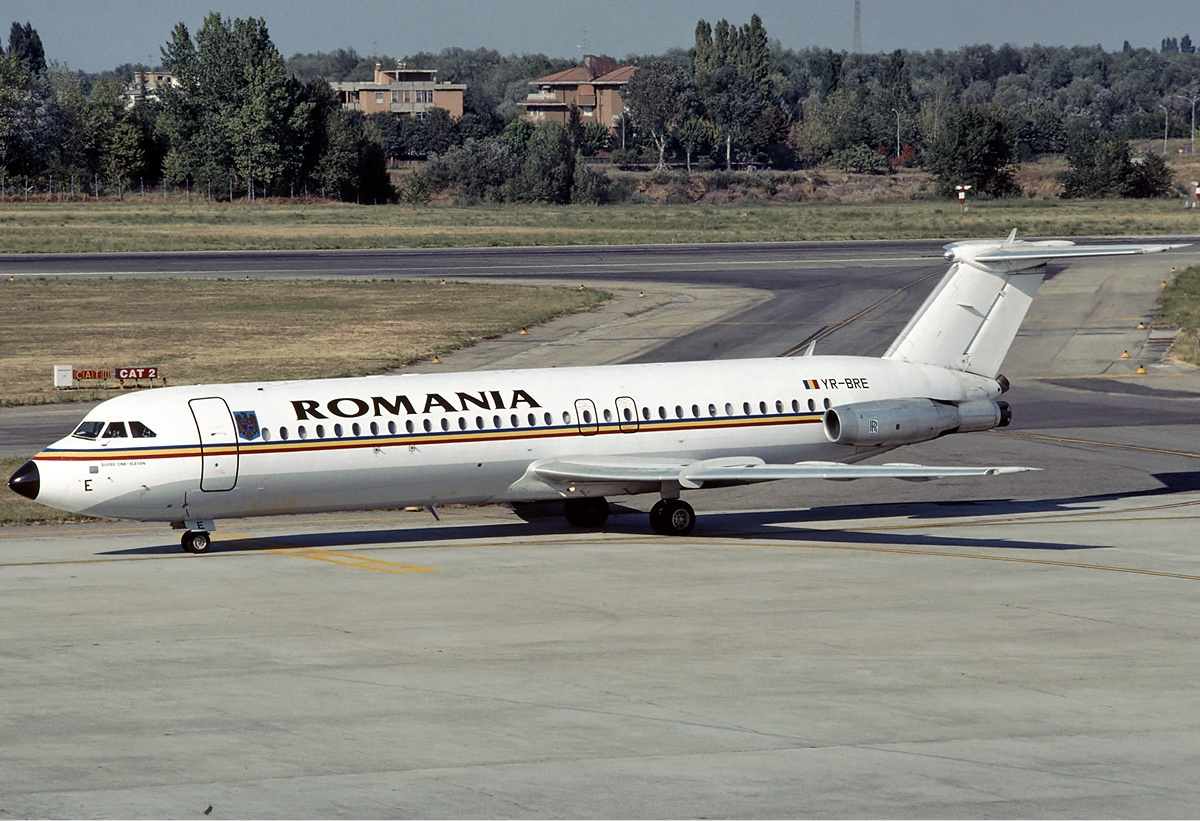
ROMBAC 1-11 del Governo romeno a Bucarest nell' agosto del 1998

Il primo esemplare fu terminato nell'agosto 1982 e fu presentato ufficialmente il 27 agosto 1982.
La prima mostra ufficiale avvenne il 20 settembre 1982, all'aeroportul Băneasa di Bucarest.
Il primo viaggio con passeggeri del ROMBAC 1-11 (YR-BRA) avvenne il 28 gennaio 1983, sulla tratta Bucarest-Timișoara, e la prima estera fu il 23 marzo 1983 per la tratta București-Londra.
Fino al 1989, la Fabrica de Avioane București, ora Romaero Băneasa, costruì 9 esemplari più due non terminati, e rimase l'unico aereo a reazione commerciale del blocco comunista, a parte i velivoli dell'Unione Sovietica. Tutti gli esemplari furono comprati dalla TAROM, che li usò solo in ambito domestico in quanto vennero banditi dalle piste occidentali per il rumore elevato. Il progetto iniziale prevedeva la costruzione di 80 esemplari.

## Dati tecnici
Il ROMBAC 1-11 fu equipaggiato con due turboreattori a doppio flusso Rolls-Royce Spey Mk 512-14DW, capaci di una spinta di ca. 6.000 kgf. La capacità massima al decollo era di 47.400 kg per una velocità di crociera di 795 km/h, per 3.500 km con 119 passeggeri e due piloti di equipaggio.
Vennero costruite due versioni, 475 e 560, ovvero le varianti del BAC 111-475 e 111-500.

## Operatori
| Matricola | Nº Serie | Compagnia                                                                                    |
| --------- | -------- | -------------------------------------------------------------------------------------------- |
| YR-BRA    | cn 401   | TAROM Istanbul Airlines (1988) JAT Airways (1989-1990) Adria Airways Aero Asia International |
| YR-BRB    | cn 402   | TAROM Ryanair                                                                                |
| YR-BRC    | cn 403   | TAROM Adria Airways                                                                          |
| YR-BRD    | cn 404   | TAROM Dan-Air (1989-1990) Adria Airways                                                      |
| YR-BRE    | cn 405   | TAROM                                                                                        |
| YR-BRF    | cn 406   | TAROM London European Airways (1987) Ryanair Aero Asia International                         |
| YR-BRG    | cn 407   | TAROM Ryanair                                                                                |
| YR-BRH    | cn 408   | Romavia Air Memphis (2000)                                                                   |
| YR-BRI    | cn 409   | Romavia Aerotrans Airlines (2002)                                                            |

 Cipro
- Aerotrans Airlines: Unità della Romavia durante il 2002.

 Egitto
- Air Memphis: Unità della Romavia durante il 2000.

 Irlanda
- Ryanair: tre unità della TAROM.

 Regno Unito
- Dan-Air: Unità della TAROM dal 1989 al 1990.
- London European Airways: Unità della TAROM durante il 1987.

 Pakistan
- Aero Asia International: Unità della TAROM.

 Romania
- Romavia: 2 delle 9 iniziali.
- TAROM: 7 delle 9 iniziali.

 Turchia
- Istanbul Airlines: Unità della TAROM del 1988.[4]

 Jugoslavia
- Adria Airways: Tre unità della TAROM.
- JAT Airways: Unità della TAROM dal 1989 al 1990.